# Trechona minuana
Espèce
Trechona minuana est une espèce d'araignées mygalomorphes de la famille des Dipluridae.

## Distribution
Cette espèce est endémique de Santa Catarina au Brésil,. Elle se rencontre vers Blumenau, Florianópolis et Bombinhas.

## Description
Le mâle holotype mesure 21,4 mm et la femelle paratype 31,1 mm, les mâles mesurent de 21,4 à 22,7 mm et les femelles de 27,0 à 33,5 mm.

## Systématique et taxinomie
Cette espèce a été décrite par Wermelinger-Moreira, Pedroso, Castanheira et Baptista en 2024.

## Publication originale
- Wermelinger-Moreira, Pedroso, Castanheira & Baptista, 2024 : « A new species of the lyrate curtain-web spider genus Trechona C. L. Koch, 1850 from South Brazil and the hitherto unknown female of T. excursora (Araneae: Dipluridae). » Arachnology, vol. 19, no 9, p. 1177-1184.